# Сумы (Пензенская область)
Сумы — село в составе Колышлейского района Пензенской области, входит в сельское поселение Трескинский сельсовет.

## Географическое положение
- Высота над уровнем моря: 208 метров;
- Ландшафт: Лесостепь.

Расстояние до районного центра: 12 км.
Расстояние до областного центра: 87 км.
Расстояние до ближайшей железнодорожной станции: 12 км.

## История
Основано перед первой мировой войной украинцами Сумского уезда Харьковской губернии Российской империи в XVIII — начале XX века, купившими земли у помещика Раевского. В начале 1920-х прибыла новая партия переселенцев около 100 дворов, которая в 1925 организовала кооператив «Красный Октябрь», затем коммуну, в 1930 — колхоз «Червоный гай» («Красная роща»). В 1958 году в результате укрупнения хозяйств образован колхоз имени Кирова, с конца 1990-х — СПК «Сумы». В 1975 году Сумы 1-е и 2-е слились (решение Пензенского облисполкома от 17.09.1975 года), включив в себя также пос. Советский. В 1971 открыта неполная средняя школа, затем построены Дом культуры, животноводческий комплекс, средняя школа. В центре села находится парк, посаженный бывшим помещиком.

## Население
| 1911 | 1926 | 1939 | 1959 | 1979 | 1989 | 1996 |
| ---- | ---- | ---- | ---- | ---- | ---- | ---- |
| 521  | ↘485 | ↘390 | ↘211 | ↗349 | ↗448 | ↗548 |
| 2002 | 2010 |      |      |      |      |      |
| ↘521 | ↘480 |      |      |      |      |      |

## Образование
Муниципальное общеобразовательное учреждение основная общеобразовательная школа с. Cумы (сокр. МОУ СОШ с. Сумы). Расположена на ул. Центральная площадь, 20.

## Связь
Сотовую связь обеспечивают три общероссийских GSM-оператора: «Билайн», «МегаФон» и «МТС».

## Известные люди
- М. С. Морозов — герой Социалистического Труда, механизатор;
- В. И. Иванова — герой Социалистического Труда;
- С. А. Ермолаев — известный художник России.